# De La Savane (Metro Montreal)

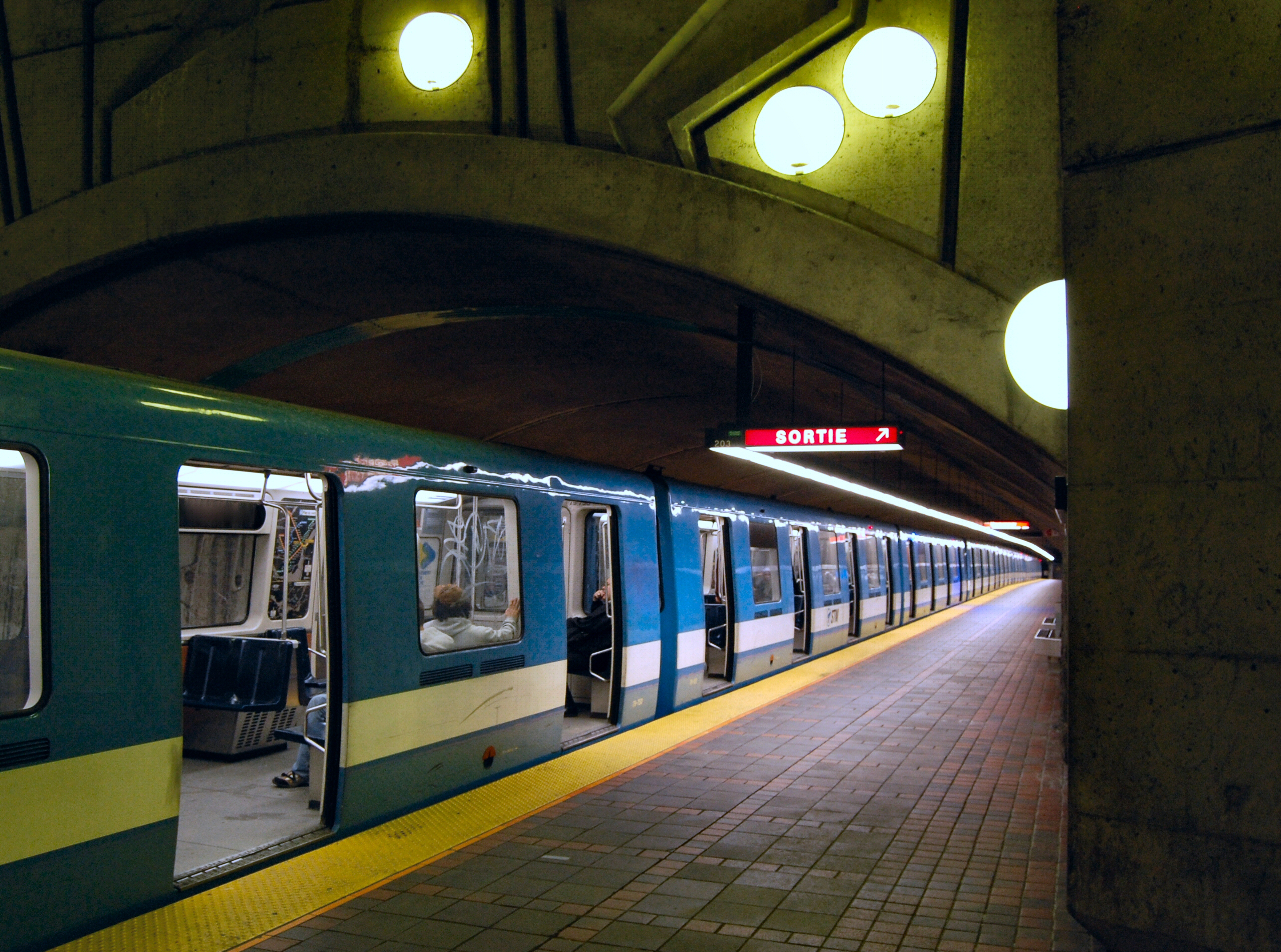
Blick auf einen der Bahnsteige

De La Savane ist eine U-Bahn-Station in Montreal. Sie befindet sich im Arrondissement Côte-des-Neiges–Notre-Dame-de-Grâce an der Kreuzung von Rue de la Savane und Boulevard Décarie. Hier verkehren Züge der orangen Linie 2. Im Jahr 2019 nutzten 1.140.620 Fahrgäste die Station, was dem 66. Rang unter den insgesamt 68 Stationen der Metro Montreal entspricht. Der tiefe Wert ergibt sich durch die Lage in einem Gewerbegebiet von geringer Dichte.

## Bauwerk

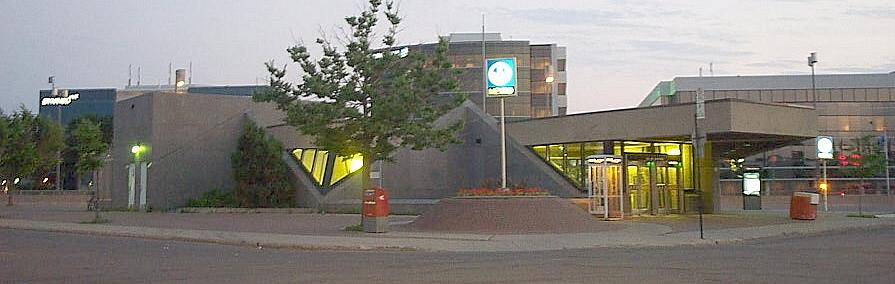
Eingangspavillon

Die von Guy de Varennes und Almas Mathieu entworfene Station entstand als Tunnelbahnhof. Der mittlere Teil umfasst eine hohe, geräumige Halle mit der Verteilerebene. Die Wände aus rau belassenem Beton wurden in unterschiedlichsten Winkeln ausgeführt und werden von halbkugelförmigen Leuchtkörpern in unregelmäßigen Mustern beleuchtet. Dadurch ergibt sich ein futuristischer, beinahe surrealer Eindruck. Der Eingangspavillon erscheint mit seinem dreieckigen Glas- und Betonflächen wie eine Kristallformation.
In 19,4 Metern Tiefe befindet sich die Bahnsteigebene mit zwei Seitenbahnsteigen. Die Entfernungen zu den benachbarten Stationen, jeweils von Stationsende zu Stationsanfang gemessen, betragen 1281,69 Meter bis Du Collège und 786,70 Meter bis Namur. Es bestehen Anschlüsse zu acht Buslinien und sieben Nachtbuslinie der Société de transport de Montréal.

## Kunst

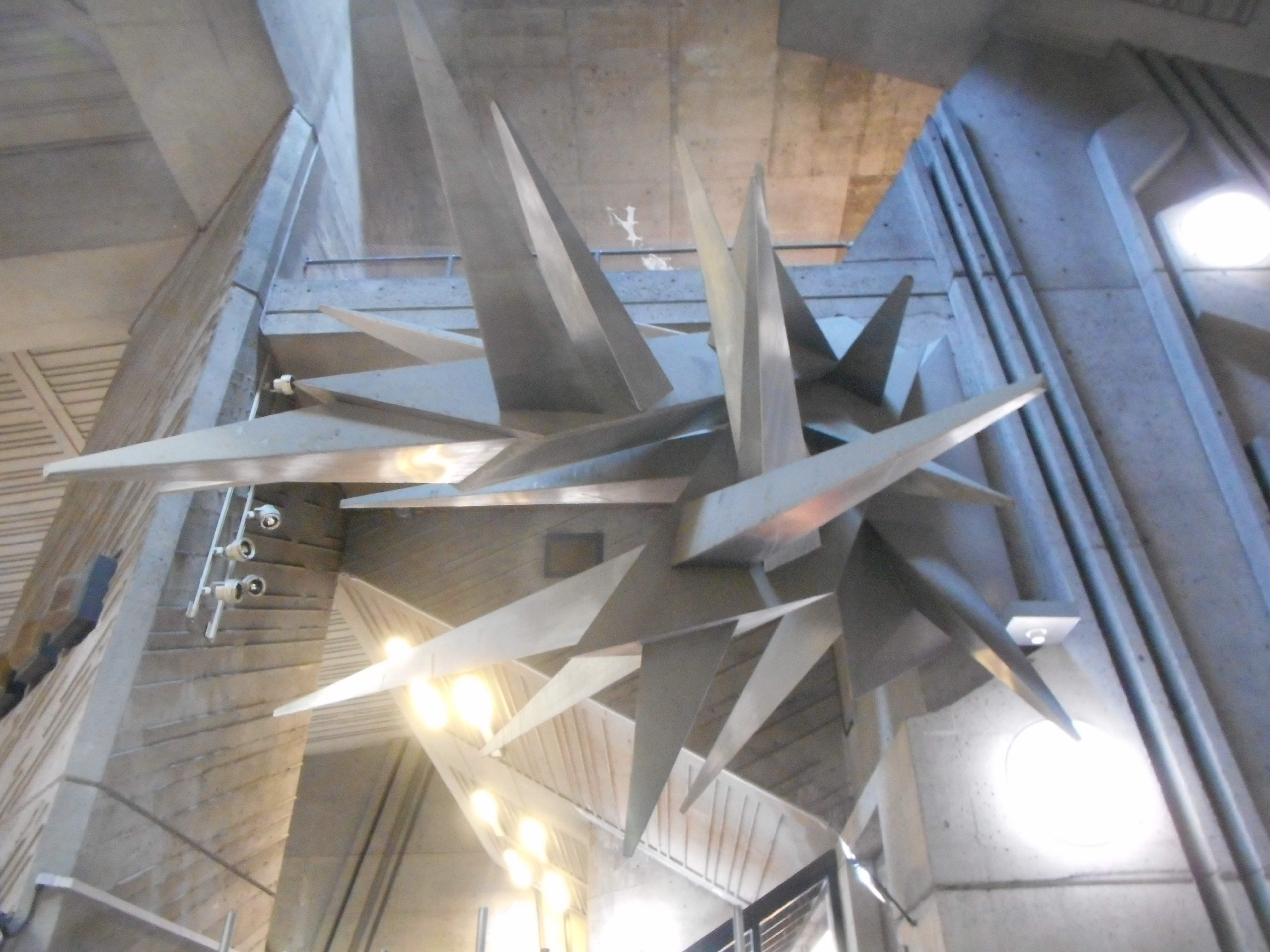
Calcite

Von der Decke der zentralen Halle hängt die Skulptur Calcite von Maurice Lemieux. Das 4,2 m hohe, 5 m lange und 4 m breite Werk besteht aus polierten Chromstahl-Spitzen, die so zusammengesetzt sind, dass sie wie eine Art Kristall erscheinen. Es bricht das Tageslicht, das von oben durch einen Lichtschacht hineinfällt, in unregelmäßige Muster. Die beiden Architekten beteiligten sich ebenfalls an der künstlerischen Gestaltung. Sie verkleideten die Wände im Eingangsbereich und auf der Verteilerebene mit Paneelen aus geriffeltem Beton, die zu unregelmäßigen Zickzack-Mustern zusammengesetzt sind.

## Geschichte
Die Station wurde am 9. Januar 1984 eröffnet, zusammen mit dem Teilstück Plamondon–Du Collège der orangen Linie. Namensgeber ist die Rue de la Savane. Diese Straße besteht seit mindestens 1778 und führte einst durch ein Sumpfgebiet (mit savane wird im Quebecer Französisch ein Sumpf bezeichnet).